# Virginia Bourbon del Monte
Virginia Bourbon del Monte vedova Agnelli (Roma, 24 maggio 1899 – Pisa, 30 novembre 1945) è stata una nobile, socialite e mecenate italiana; fu la moglie di Edoardo Agnelli e la madre di Gianni Agnelli, Susanna Agnelli e Umberto Agnelli.
Era figlia di Carlo Bourbon del Monte, principe di San Faustino e marchese di Santa Maria (1867 - 1917), discendente dall'antica famiglia tosco-umbra dei Bourbon del Monte Santa Maria, e dell'ereditiera statunitense d'origine scozzese Jane Allen Campbell (1865 - 1938).

## Biografia
Il 5 giugno 1919 Virginia sposò a Roma Edoardo Agnelli, figlio del senatore e cofondatore della FIAT Giovanni Agnelli. Il 14 luglio 1935 rimase vedova del marito Edoardo, perito in un incidente aereo nell'idroscalo di Genova.
Dopo alcuni mesi dalla morte del marito, Virginia iniziò un'intensa relazione con il giornalista e scrittore Curzio Malaparte, che avrebbe dovuto concludersi con il matrimonio, la cui data fu fissata per l'ottobre del 1936; successivamente tutto andò a monte a causa dell'ostinata opposizione del suocero di Virginia, il senatore Giovanni Agnelli. Nell'avversione a Malaparte aveva contribuito anche il fatto che il giornalista, in precedenza acceso sostenitore del fascismo, era divenuto successivamente inviso alle massime autorità del regime, al punto da essere espulso dal PNF e inviato nel 1933, per un certo tempo, al confino sull'isola di Lipari. Nello stesso tempo Virginia dovette affrontare una dura lotta contro lo stesso suocero che, avendo appreso la volontà dei due di sposarsi, cercò in tutti i modi di sottrarle la patria potestà sui sette figli, cosa che, infine, avvenne dietro sentenza del tribunale di Torino; la disputa proseguì con vicende alterne, fino a quando, trasferitasi Virginia a Roma ed essendovi buone probabilità che la magistratura romana le fosse favorevole, il suocero acconsentì, alla fine del 1937, a formalizzare un compromesso il cui aspetto più importante era l'affidamento a lei dei figli, i quali per altro caldeggiavano proprio questa soluzione.
Successivamente, durante la seconda guerra mondiale, l'8 settembre 1943, essendo Virginia figlia di una cittadina statunitense, quindi di un Paese in guerra contro la Germania, fu arrestata a Roma e confinata in una villa sul Celio, dalla quale riuscì infine ad allontanarsi. La detenzione «leggera» della signora Agnelli durò poco: "una (vera o finta) malattia ne consigliò il ricovero in una casa di cura privata, da dove
presto si trasferì a villa Marocco, nel Veneto, lontano da quella Roma che
era divenuta ormai per lei insicura".
Rientrata libera in Roma, Virginia organizzò, in collaborazione con il colonnello Eugen Dollmann, l'incontro in Vaticano fra papa Pio XII e il governatore militare e comandante supremo delle SS e della Polizia nel Nord Italia, il generale Karl Wolff. L'incontro aveva lo scopo, poi raggiunto, di evitare spargimenti di sangue durante l'ormai imminente ritirata tedesca da Roma. Tale mediazione portò anche alla liberazione del giurista ed esponente della Resistenza Giuliano Vassalli dal carcere di via Tasso, ove era detenuto dalle SS.
Virginia morì in un incidente automobilistico nei pressi di Pisa: l'auto sulla quale viaggiava, diretta da Roma a Forte dei Marmi, sulla via Aurelia si scontrò frontalmente, nel tardo pomeriggio di venerdì 30 novembre 1945, nei pressi della pineta di San Rossore, con un grosso camion militare americano e la morte di Virginia fu istantanea.
Amante dell'arte, Virginia svolse opera di sostegno economico in favore di diversi artisti. La salma di Virginia giace nella tomba della famiglia Agnelli, nel cimitero di Villar Perosa.

## Matrimonio e discendenza
Da Edoardo Agnelli Virginia ebbe sette figli:
- Clara (1920-2016), sposò nel 1940 Tassilo Fürstenberg (1903-1989), dal quale ha avuto Virginia detta Ira (1940-2024), Egon (1946-2004) e Sebastian (1950) Fürstenberg. Sposò in seconde nozze Giovanni Nuvoletti (1912-2008).
- Gianni (1921-2003), presidente della FIAT, sposò Donna Marella Caracciolo di Castagneto (1927-2019), dal quale ha avuto Margherita (1955) ed Edoardo (1954-2000), morto forse suicida. Da Margherita discendono John Elkann, Lapo Elkann, Ginevra Elkann e Anna, Tatiana, Pietro, Sofia e Maria De Pahlen.
- Susanna (1922-2009), sposò nel 1945 Urbano Rattazzi (1918-2012), dal quale ha avuto sei figli: Ilaria, Samaritana (moglie di Vittorio Sermonti e madre di Pietro), Cristiano, Delfina, Lupo e Priscilla Rattazzi.
- Maria Sole (1925), sposò Ranieri Campello (1908-1959) e in seconde nozze Pio Teodorani Fabbri (1924-2022[13]). Ha cinque figli: Virginia, Argenta, Cinzia, Bernardino Campello ed Eduardo Teodorani Fabbri.
- Cristiana (1927), sposò Brandolino Brandolini d'Adda (1918-2005), dal quale ha avuto quattro figli: Tiberio, Leonello, Nuno e Brandino Brandolini d'Adda.
- Giorgio (1929-1965), celibe e senza figli, morto all'età di 35 anni, in circostanze non chiare, nella clinica dove era ricoverato per schizofrenia.
- Umberto (1934-2004), presidente della FIAT, sposò Antonella Bechi Piaggio di Luserna (1938-1999), dalla quale ebbe due gemelli, Enrico e Alberto (1962), vissuti solo pochissimi giorni, e Giovanni Alberto (1964-1997) detto Giovannino, morto all'età di 33 anni per un tumore; in seconde nozze sposò Allegra Caracciolo (1945), cugina della cognata, dalla quale ha avuto Andrea (1975) e Anna (1977). Andrea Agnelli è attualmente l'unico a portare il cognome del capostipite Giovanni Agnelli.

## Ascendenza
|                                                         |                            |                                                             | Genitori                                                |  |  | Nonni |  |  | Bisnonni                                         |  |  | Trisnonni                                    |  |
|                                                         |                            |                                                             |                                                         |  |  |       |  |  | Francesco Bourbon, marchese di Monte Santa Maria |  |  | Carlo Bourbon, marchese di Monte Santa Maria |  |
|                                                         |                            |                                                             |                                                         |  |  |       |  |  | Francesco Bourbon, marchese di Monte Santa Maria |  |  | Carlo Bourbon, marchese di Monte Santa Maria |  |
|                                                         |                            | Virginia Guglielmi Baleani                                  |                                                         |  |  |       |  |  | Francesco Bourbon, marchese di Monte Santa Maria |  |  |                                              |  |
| Ranieri Bourbon del Monte, III principe di San Faustino |                            |                                                             |                                                         |  |  |       |  |  | Francesco Bourbon, marchese di Monte Santa Maria |  |  |                                              |  |
|                                                         |                            | Carolina Scarampi di Pruney                                 | Bonaventura Scarampi, conte di Pruney                   |  |  |       |  |  |                                                  |  |  |                                              |  |
|                                                         |                            | Carolina Scarampi di Pruney                                 | Bonaventura Scarampi, conte di Pruney                   |  |  |       |  |  |                                                  |  |  |                                              |  |
|                                                         |                            | Carolina Scarampi di Pruney                                 | …                                                       |  |  |       |  |  |                                                  |  |  |                                              |  |
| Carlo Bourbon del Monte, IV principe di San Faustino    |                            | Carolina Scarampi di Pruney                                 |                                                         |  |  |       |  |  |                                                  |  |  |                                              |  |
|                                                         |                            | Vittorio Emanuele Camillo IX Massimo, II principe di Arsoli | Massimiliano Camillo VIII Massimo, I principe di Arsoli |  |  |       |  |  |                                                  |  |  |                                              |  |
|                                                         |                            | Vittorio Emanuele Camillo IX Massimo, II principe di Arsoli | Massimiliano Camillo VIII Massimo, I principe di Arsoli |  |  |       |  |  |                                                  |  |  |                                              |  |
|                                                         |                            | Vittorio Emanuele Camillo IX Massimo, II principe di Arsoli | Maria Cristina di Sassonia                              |  |  |       |  |  |                                                  |  |  |                                              |  |
| Maria Francesca Massimo                                 |                            | Vittorio Emanuele Camillo IX Massimo, II principe di Arsoli |                                                         |  |  |       |  |  |                                                  |  |  |                                              |  |
|                                                         |                            | Maria Giacinta Della Porta Rodiani                          | Filippo della Porta Rodani, conte                       |  |  |       |  |  |                                                  |  |  |                                              |  |
|                                                         |                            | Maria Giacinta Della Porta Rodiani                          | Filippo della Porta Rodani, conte                       |  |  |       |  |  |                                                  |  |  |                                              |  |
|                                                         |                            | Maria Giacinta Della Porta Rodiani                          | Livia Vivaldi-Armentieri                                |  |  |       |  |  |                                                  |  |  |                                              |  |
| Virginia Bourbon del Monte                              |                            | Maria Giacinta Della Porta Rodiani                          |                                                         |  |  |       |  |  |                                                  |  |  |                                              |  |
|                                                         | George Washington Campbell | Archibald Campbell                                          |                                                         |  |  |       |  |  |                                                  |  |  |                                              |  |
|                                                         | George Washington Campbell | Archibald Campbell                                          |                                                         |  |  |       |  |  |                                                  |  |  |                                              |  |
|                                                         | George Washington Campbell | Elizabeth MacKay                                            |                                                         |  |  |       |  |  |                                                  |  |  |                                              |  |
| George W. Campbell Jr.                                  | George Washington Campbell |                                                             |                                                         |  |  |       |  |  |                                                  |  |  |                                              |  |
|                                                         |                            | Harriet Stoddert                                            | Benjamin Stoddert                                       |  |  |       |  |  |                                                  |  |  |                                              |  |
|                                                         |                            | Harriet Stoddert                                            | Benjamin Stoddert                                       |  |  |       |  |  |                                                  |  |  |                                              |  |
|                                                         |                            | Harriet Stoddert                                            | Rebecca Lowndes                                         |  |  |       |  |  |                                                  |  |  |                                              |  |
| Jane Allen Campbell                                     |                            | Harriet Stoddert                                            |                                                         |  |  |       |  |  |                                                  |  |  |                                              |  |
|                                                         |                            | Alexander Watson                                            | …                                                       |  |  |       |  |  |                                                  |  |  |                                              |  |
|                                                         |                            | Alexander Watson                                            | …                                                       |  |  |       |  |  |                                                  |  |  |                                              |  |
|                                                         |                            | Alexander Watson                                            | …                                                       |  |  |       |  |  |                                                  |  |  |                                              |  |
| Virginia Watson                                         |                            | Alexander Watson                                            |                                                         |  |  |       |  |  |                                                  |  |  |                                              |  |
|                                                         |                            | …                                                           | …                                                       |  |  |       |  |  |                                                  |  |  |                                              |  |
|                                                         |                            | …                                                           | …                                                       |  |  |       |  |  |                                                  |  |  |                                              |  |
|                                                         |                            | …                                                           | …                                                       |  |  |       |  |  |                                                  |  |  |                                              |  |
|                                                         |                            | …                                                           |                                                         |  |  |       |  |  |                                                  |  |  |                                              |  |